# Де-Гуве
Де-Гуве (нід. De Hoeve) — село в нідерландській провінції Фрисландія. Входить до муніципалітету Вестстеллінгверф.
Його площа становить 7,64км², а населення станом на 2021 рік складало 385 осіб.

## Галерея

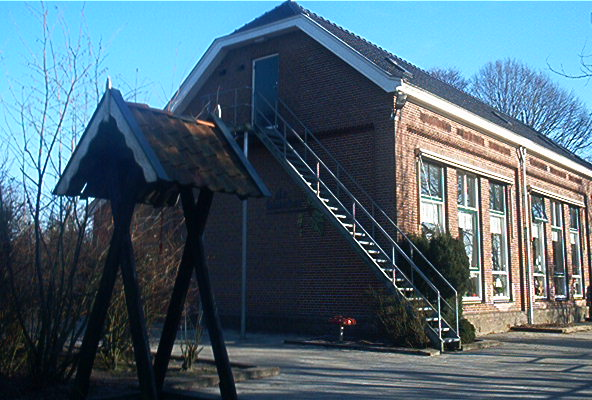
Школа
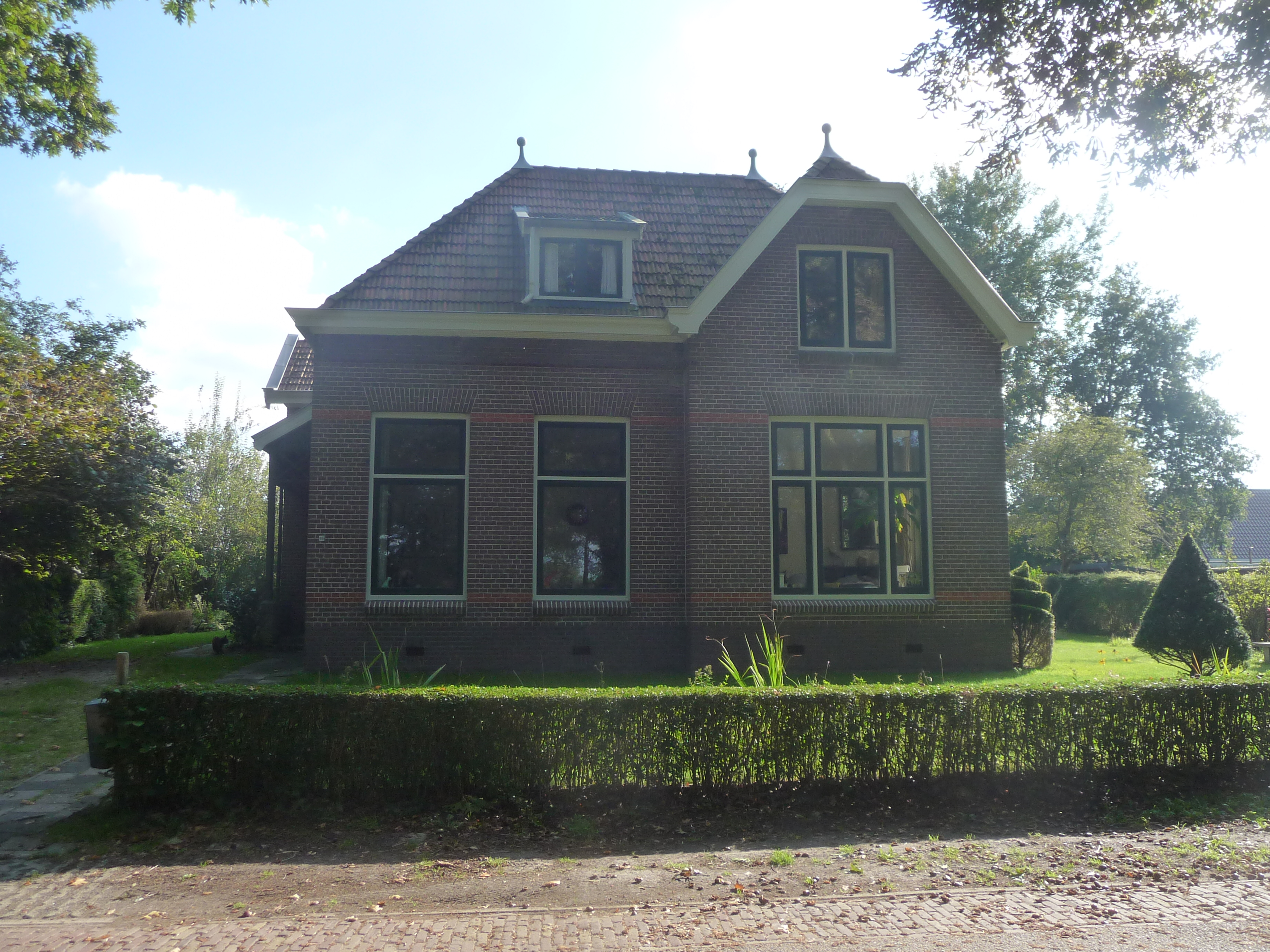
Будинок у Де-Гуве